# Megalobrimus annulicornis
Megalobrimus annulicornis är en skalbaggsart som beskrevs av Stefan von Breuning 1959. Megalobrimus annulicornis ingår i släktet Megalobrimus och familjen långhorningar. Inga underarter finns listade i Catalogue of Life.